# 陈雪峰 (足球运动员)
陈雪峰（1977年1月1日—），中国前足球运动员，司职后卫，曾经入选过中国国少队和上海申花。但是由于长期打不上比赛，23岁便退出了职业足球，进入东华大学学习，此后曾经在业余的丙级联赛中踢球。